# Wodaabe
Os Wodaabe (em Fula: Woɗaaɓe, em Adlam: 𞤏𞤮𞤯𞤢𞥄𞤩𞤫), também conhecidos como Mbororo ou Bororo (Adlam: 𞤐'𞤄𞤮𞤪𞤮𞤪𞤮 , 𞤄𞤮𞤪𞤮𞤪𞤮), ou Pullo, têm um nome que é atribuído às pessoas da etnia Fula, tradicionalmente nômades e considerados "ignorantes do Islão". Por esta razão, Mbororo é normalmente usado como termo pejorativo por outros grupos Fulani contra os Wodaabe. É traduzido para o inglês como "Cattle Fulani" e significa "aqueles que moram em acampamentos de gado". A cultura Wodaabe é uma das 186 culturas da amostra transcultural padrão usada por antropólogos para comparar traços culturais. Uma mulher Wodaabe, Hindou Oumarou Ibrahim, também foi escolhida para representar a sociedade civil do mundo na assinatura do Protocolo de Paris, em 22 de abril de 2016.

## História
Os Wodaabe são criadores de gado e comerciantes no Sahel, na África, com migrações que se estendem do sul do Níger, passando pelo norte da Nigéria, nordeste dos Camarões, sudoeste do Chade, região oeste da República Centro-Africana e nordeste da República Democrática do Congo. O número de Wodaabe foi estimado em 100.000 pessoas, em 2001. Eles são conhecidos por seus trajes elaborados e ricas cerimônias culturais.
Os Wodaabe falam a língua Fula e não usam a linguagem escrita. Na língua fula, woɗa significa "tabu", e Woɗaaɓe significa "povo do tabu". O que, às vezes, é traduzido como "aqueles que respeitam tabus", uma referência ao isolamento dos Wodaabe da cultura Fula / Fulani mais ampla e sua alegação de que eles mantêm tradições "mais antigas" do que seus vizinhos Fula.
No século XVII, em toda a África Ocidental, o povo Fula estava entre os primeiros grupos étnicos a abraçar o Islã, eram frequentemente líderes das forças que espalharam o Islã e tradicionalmente se orgulhavam da vida urbana, letrada e piedosa com a qual isso tem sido relacionado. Tanto os Wodaabe quanto outros Fula veem nos Wodaabe os ecos de um modo de vida pastoril anterior, do qual os Wodaabe se orgulham e do qual os Fula urbanos às vezes são críticos.

## Vida cotidiana
Os Wodaabe mantêm rebanhos de gado Zebu de chifres longos. A estação seca se estende de outubro a maio. Sua viagem anual durante a estação chuvosa segue a chuva do sul para o norte. Grupos de várias dezenas de parentes, geralmente vários irmãos com suas esposas, filhos e idosos, viajam a pé, de burro ou camelo, e ficam em cada local de pastagem por alguns dias. Uma grande cama de madeira é o bem mais importante de cada família; ao acampar é cercado por algumas telas. As mulheres também carregam cabaças como símbolo de status. Essas cabaças são passadas como herança entre as gerações e muitas vezes provocam rivalidade entre as mulheres. A dieta Wodaabe consiste em leite e milho moído, iogurte, chá doce e, às vezes, carne de cabra ou ovelha.

## Religião, moral e costumes
A religião Wodaabe é amplamente islâmica (misturada com crenças pré-islâmicas). Embora existam vários graus de ortodoxia exibidos, a maioria adere a pelo menos alguns dos requisitos básicos da religião. O Islã tornou-se uma religião importante entre os povos Wodaabe durante o século XVI, quando o estudioso al-Maghili pregou os ensinamentos de Maomé para a elite do norte da Nigéria. Al-Maghili foi responsável por converter as classes dominantes entre os povos Hausa, Fula e Tuareg na região.
O código de comportamento dos Wodaabe enfatiza reserva e modéstia (semteende), paciência e coragem (munyal), cuidado e premeditação (hakkilo) e lealdade (amana). Eles também colocam grande ênfase na beleza e no charme.
Os pais não podem falar diretamente com seus dois filhos primogênitos, que muitas vezes serão cuidados pelos avós. Durante o dia, marido e mulher não podem dar as mãos ou falar de maneira pessoal um com o outro.

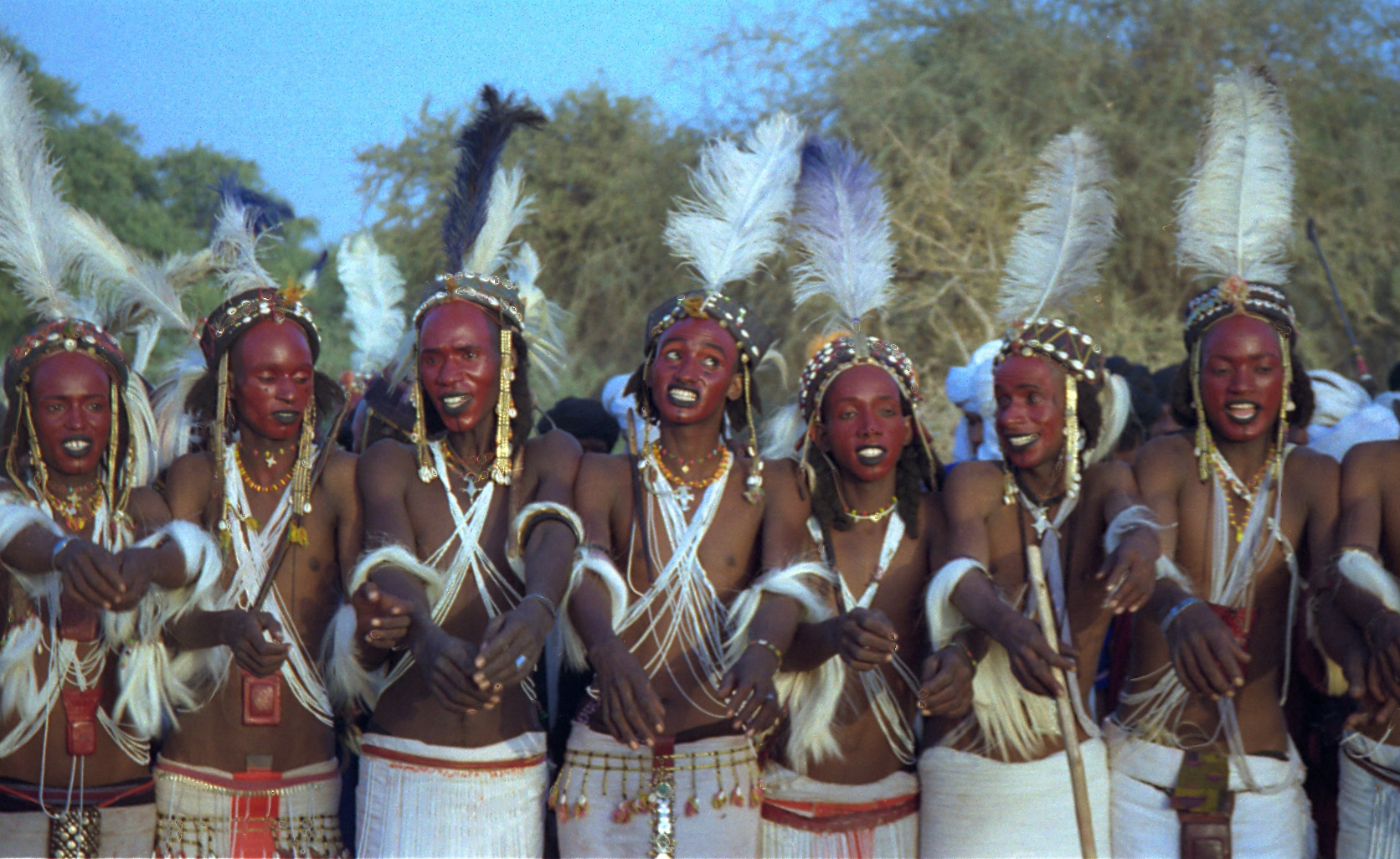
Jovens pretendentes executam a dança Yaake em um festival de Gerewol, no Níger, em 1997

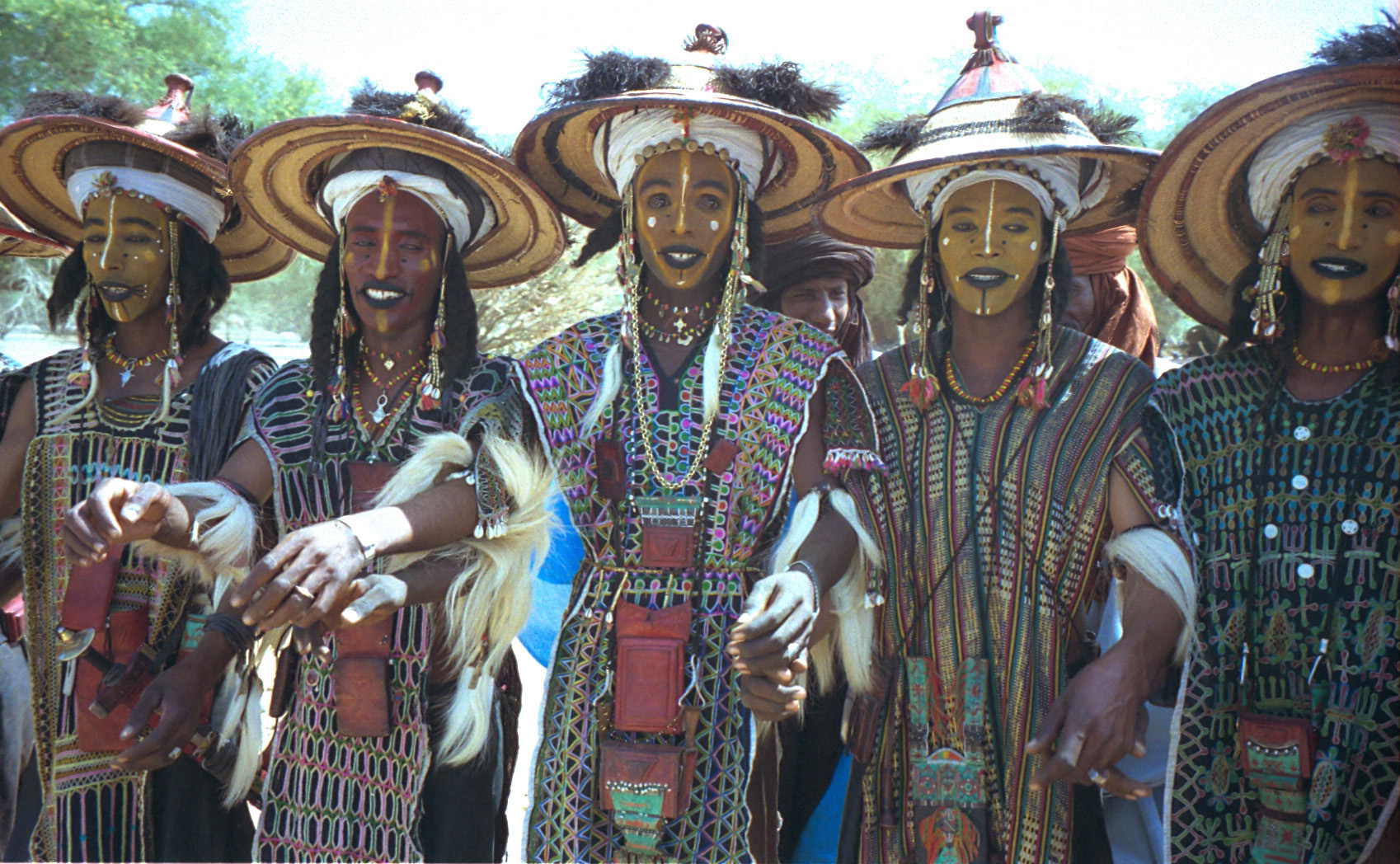
Uma dança Yaake realizada para turistas, no Níger, em 1997

## Ideal de beleza e festival Gerewol
No final da estação chuvosa, em setembro, os clãs Wodaabe se reúnem em vários locais tradicionais antes do início de sua migração de transumância na estação seca. O mais conhecido deles é o mercado de sal Cure Salée, em In-Gall, na região de Agadez, no nordeste do Níger, e o festival sazonal tuaregue. Aqui, os jovens homens Wodaabe, com maquiagem elaborada, penas e outros adornos, executam o Yaake : danças e canções para impressionar as mulheres casadas. O ideal de beleza masculina dos Wodaabe enfatiza altura, olhos e dentes brancos; os homens costumam revirar os olhos e mostrar os dentes para enfatizar essas características. Os clãs Wodaabe então se juntam para o restante do Guérewol de uma semana: uma série de rituais de casamento e concursos onde a beleza e as habilidades dos rapazes são julgadas pelas moças.

## Documentários e cultura popular
O documentário de 1989 Wodaabe - Herdsmen of the Sun, de Werner Herzog, descreve os Wodaabe.
No documentário de 1999 Zwischen 2 Welten (entre dois mundos), a diretora Bettina Haasen filma suas conversas pessoais com membros de Wodaabe.[carece de fontes?]
Sahara - Absolute Desert (2002) - um documentário com Michael Palin que segue uma caravana de camelos de Wodaabe para In-Gall, no Níger, para o festival anual Sahara Cure Salée, para um oásis em Tabelot, depois atravessa o deserto de Ténéré até a fronteira da Argélia.
O documentário etnográfico de 2010, Dance with the Wodaabes, de Sandrine Loncke, explora, do ponto de vista de seus participantes, o complexo significado cultural das espetaculares, mas frequentemente incompreendidas e sensacionalizadas celebrações rituais de Wodaabe, conhecidas como "Guérewol".
A banda baseada no Níger Etran Finatawa é composta por membros Wodaabe e Tuareg e cria seu estilo único de "Nomad Blues" combinando arranjos modernos e guitarras elétricas com instrumentos mais tradicionais e canto polifônico Wodaabe. Em 2005, eles gravaram um álbum e fizeram uma turnê pela Europa.

"Wodaabe Dancer" é o nome de uma faixa instrumental do álbum de 1997 da guitarrista Jennifer Batten, Jennifer Batten's Tribal Rage: Momentum.

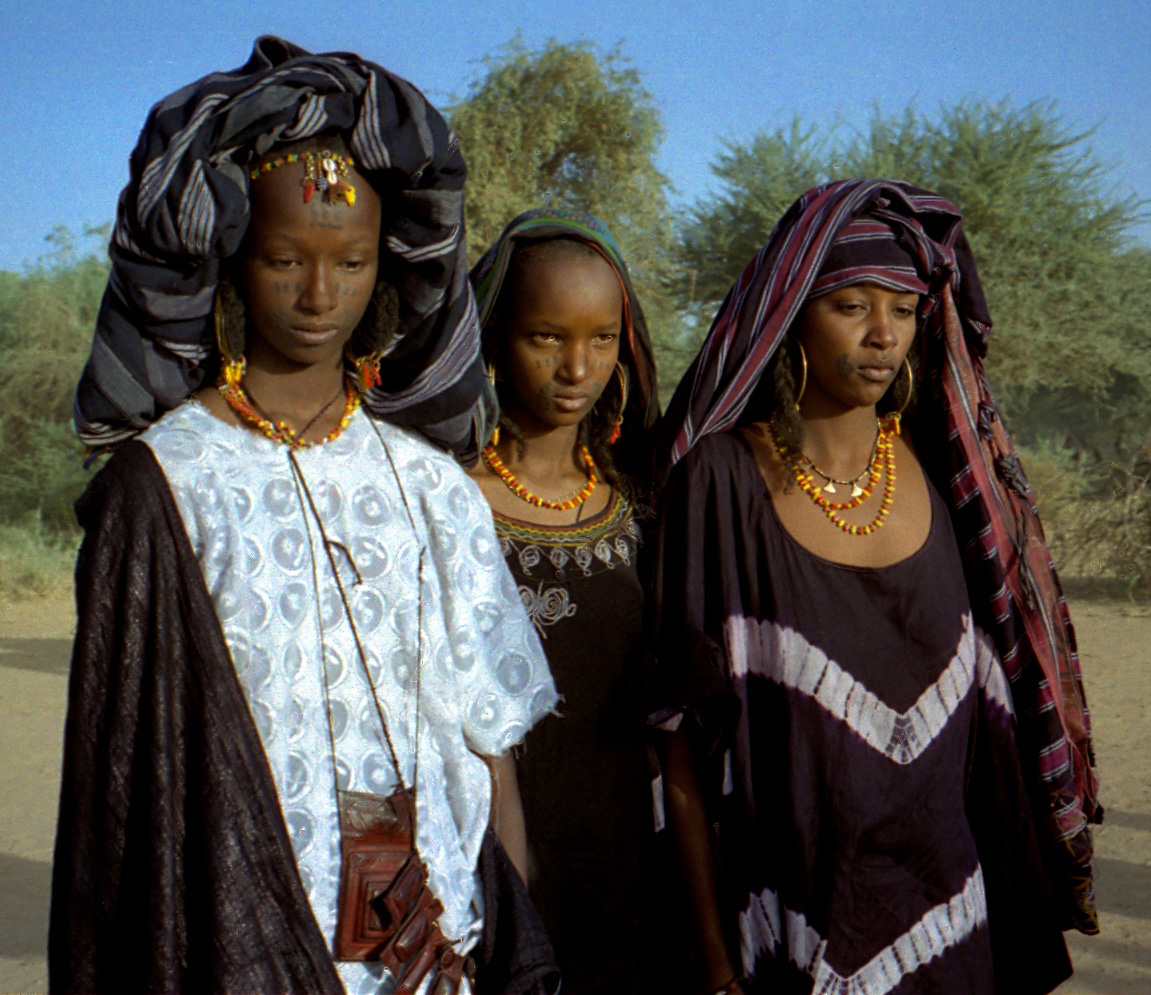
Jovens mulheres Wodaabe com tatuagens faciais
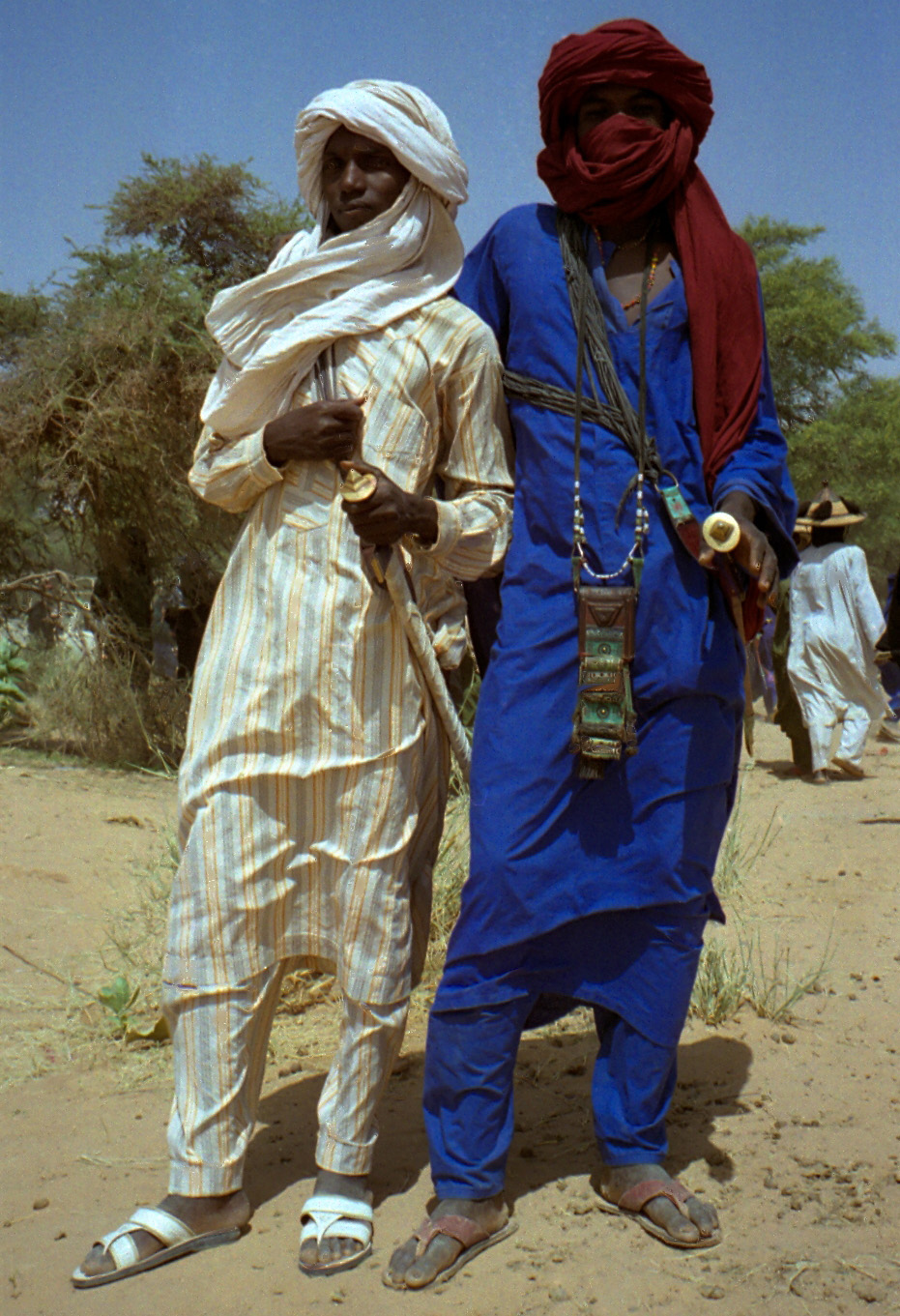
Dois homens Wodaabe
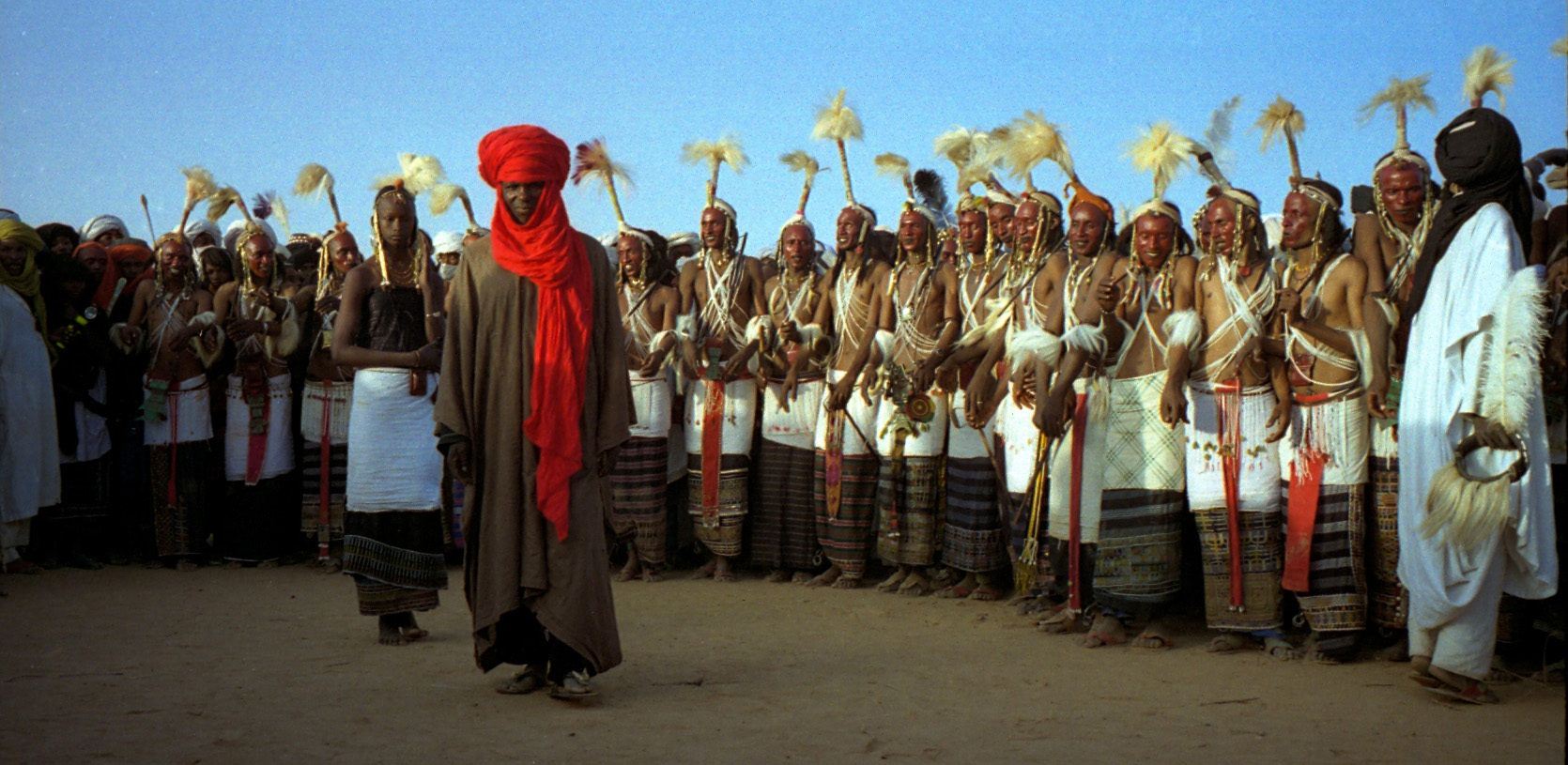
Uma jovem julgando a beleza dos homens em um Gerewol
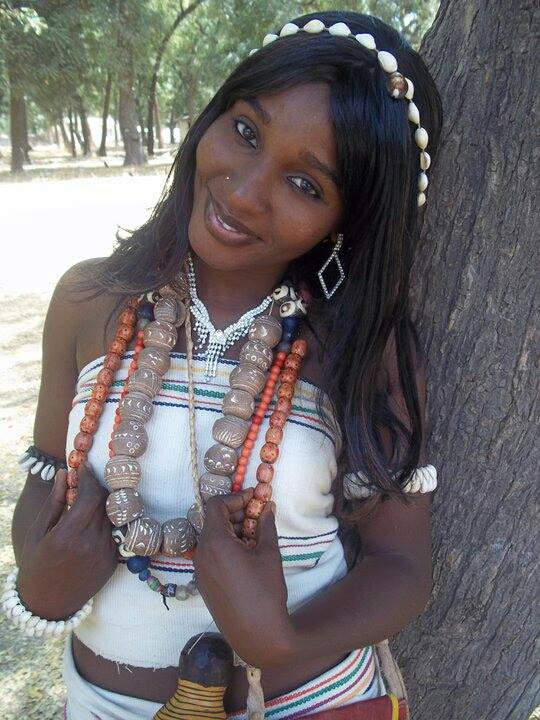
Mulher de Camarões